# شيغيو فوكوشيما
شيغيو فوكوشيما (باليابانية: 福島滋雄؛ بالكانا: ふくしま しげお) هو سباح ياباني، ولد في 2 يناير 1943، وتوفي في 1 يونيو 1998.

## وصلات خارجية
- شيغيو فوكوشيما على موقع الاتحاد الدولي للسباحة (الإنجليزية)
- شيغيو فوكوشيما على موقع SwimRankings.net (الإنجليزية)
- شيغيو فوكوشيما على موقع اللجنة الأولمبية الدولية (الإنجليزية)
- شيغيو فوكوشيما على موقع أوليمبيديا (الإنجليزية)